# Liste der Monuments historiques in Soulaines-Dhuys
Die Liste der Monuments historiques in Soulaines-Dhuys führt die Monuments historiques in der französischen Gemeinde Soulaines-Dhuys auf.

## Liste der Immobilien
| Bezeichnung        | Beschreibung                                      | Standort                      | Kennzeichnung | Schutzstatus | Datum | Bild           |
| ------------------ | ------------------------------------------------- | ----------------------------- | ------------- | ------------ | ----- | -------------- |
| Gemeindebibliothek | ehemaliges Herrenhaus, 17. Jahrhundert            | 4 rue du Plessis (Lage)       | PA00078241    | Inscrit      | 1926  |                |
| Kapelle St-Jean    | Fachwerkbau, 15. Jahrhundert                      | Rue Nicolas Desmarets (Lage)  | PA00078238    | Classé       | 1921  | weitere Bilder |
| Wohnhaus           | Fachwerkhaus mit Erdgeschosshalle                 | 3, rue de l’Île (Lage)        | PA00078240    | Inscrit      | 1970  |                |
| Kirche St-Laurent  | aus dem 16. Jahrhundert                           | Rue de la Croix Badeau (Lage) | PA00078239    | Classé       | 1914  | weitere Bilder |
| Pont Henri IV      | einbogige Brücke über die Laines, bezeichnet 1602 | Rue Nicolas Desmarets (Lage)  | PA10000007    | Inscrit      | 1996  | weitere Bilder |

## Liste der Objekte
| Bezeichnung                                       | Beschreibung                                      | Standort                        | Kennzeichnung | Schutzstatus | Datum | Bild |
| ------------------------------------------------- | ------------------------------------------------- | ------------------------------- | ------------- | ------------ | ----- | ---- |
| Pietà                                             | Holz, farbig gefasst, Anfang des 16. Jahrhunderts | in der Kapelle St-Jean (Lage)   | PM10004612    | Inscrit      | 1976  |      |
| Kanzel                                            | Holz, 17. Jahrhundert                             | in der Kirche St-Laurent (Lage) | PM10003007    | Classé       | 1989  |      |
| Skulptur Heiliger Antonius                        | Holz, farbig gefasst, 16. Jahrhundert             | in der Kapelle St-Jean (Lage)   | PM10004611    | Inscrit      | 1976  |      |
| Schranke der Taufkapelle                          | Schmiedeeisen, 18. Jahrhundert                    | in der Kirche St-Laurent (Lage) | PM10003009    | Classé       | 1989  |      |
| Gemälde Stiftung des Rosenkranzes                 | Ölfarbe auf Leinwand, 17. Jahrhundert             | in der Kirche St-Laurent (Lage) | PM10002189    | Classé       | 1977  |      |
| Gemälde Enthauptung des Täufers                   | Ölfarbe auf Holz, 16. oder 17. Jahrhundert        | in der Kapelle St-Jean (Lage)   | PM10004610    | Inscrit      | 1976  |      |
| Glocke                                            | Bronze, 1542 gegossen                             | in der Kapelle St-Jean (Lage)   | PM10002190    | Classé       | 1913  |      |
| Weihwasserbecken                                  | Gusseisen, bezeichnet 1542                        | in der Kirche St-Laurent (Lage) | PM10003005    | Classé       | 1989  |      |
| Skulptur Heilige Anna                             | Holz, ehemals farbig gefasst, 16. Jahrhundert     | in der Kirche St-Laurent (Lage) | PM10002187    | Classé       | 1977  |      |
| Skulptur Madonna mit Kind                         | Holz, ehemals farbig gefasst, 16. Jahrhundert     | in der Kirche St-Laurent (Lage) | PM10002188    | Classé       | 1977  |      |
| Gemälde Christus und die Werke der Barmherzigkeit | Ölfarbe auf Leinwand, signiert 1660               | in der Kirche St-Laurent (Lage) | PM10002191    | Classé       | 1977  |      |
| Wandgemälde                                       | aus dem 16. Jahrhundert                           | im Haus 3, rue de l’Île (Lage)  | PM10002192    | Classé       | 1980  |      |